# روبر کاپیا
روبر کاپیا (فرانسوی: Robert Capia‎؛ زاده ۲۷ اکتبر ۱۹۳۴ - درگذشت ۱ اکتبر ۲۰۱۲) بازیگر و متخصص اشیای عتیقه اهل فرانسه بود.
او در ۲۷ اکتبر ۱۹۳۴ در مارسی (منطقه سوم) به دنیا آمد، پدرش حسابداری با اصالت کُرسی بود که بعدها مدیر اجرایی کارخانه‌های آبجو سازی موز شد و مادرش ایتالیایی بود.
پس از تحصیلات متوسطه در نیم و انجام خدمت نظامی در آغاز جنگ الجزایر، در کلاس‌های بازیگری تئاتر سیمون شرکت کرد. اوایل دهه ۱۹۵۰، به گروه‌های مختلف تئاتری از جمله گروه مارک رنودان و گرگوری حمارا پیوست.
او همچنین در سینما نقش‌هایی ایفا کرد. در سال ۱۹۶۲، در فیلم تجربی «کنسرتو برای ویولنسل» به کارگردانی مونیک لپوو از شبکه ر.ت.ف بازی کرد. او به عنوان بازیگر نقش فرعی در چهار فیلم از والرین بروفچیک و یک فیلم بلند به کارگردانی یانیک بلون حضور داشت.
از فیلم‌های دیگری که وی در آن‌ها نقش داشته‌است، می‌توان به حکایت‌های غیراخلاقی، زنان هرزه، گوتو، جزیره عشق و دیو اشاره نمود.